# تيريزا بلايزانس
تيريزا بلايزانس (بالإنجليزية: Theresa Plaisance)‏ مواليد 18 مايو 1992 في نيو أورلينز، هي لاعبة كرة سلة أمريكية. بدأت مسيرتها الاحترافية في سنة 2014. تم اختيارها من قبل فريق تلسا شوك خلال الدرافت. تلعب مع دالاس وينغز في دوري الاتحاد الوطني لكرة السلة النسائية. وتحمل الرقم 55. يبلغ طولها 6 قدم 5 بوصة (2.0 م).

## روابط خارجية
- تيريزا بلايزانس على موقع الاتحاد الدولي لكرة السلة (الإنجليزية)
- تيريزا بلايزانس على موقع الاتحاد الوطني لكرة السلة النسائية (الإنجليزية)
- تيريزا بلايزانس على موقع كرة السلة الأوروبية.كوم (الإنجليزية)
- تيريزا بلايزانس على موقع كلية كرة السلة في سبورتس رفرنس.كوم (الإنجليزية)
- تيريزا بلايزانس على موقع بروبوليرز (الإنجليزية)
- تيريزا بلايزانس على موقع سبورتس رفرنس (الإنجليزية)